# Clever
Clever és una població dels Estats Units a l'estat de Missouri. Segons el cens del 2000 tenia 1.010 habitants.

## Demografia
Segons el cens del 2000, Clever tenia 1.010 habitants, 388 habitatges, i 282 famílies. La densitat de població era de 609,3 habitants per km².
Dels 388 habitatges en un 43% hi vivien nens de menys de 18 anys, en un 58,8% hi vivien parelles casades, en un 10,3% dones solteres, i en un 27,3% no eren unitats familiars. En el 23,5% dels habitatges hi vivien persones soles l'11,9% de les quals corresponia a persones de 65 anys o més que vivien soles. El nombre mitjà de persones vivint en cada habitatge era de 2,6 i el nombre mitjà de persones que vivien en cada família era de 3,09.
Per edats la població es repartia de la següent manera: un 31,4% tenia menys de 18 anys, un 6,6% entre 18 i 24, un 35% entre 25 i 44, un 15,8% de 45 a 60 i un 11,2% 65 anys o més.
L'edat mediana era de 31 anys. Per cada 100 dones de 18 o més anys hi havia 82,8 homes.
La renda mediana per habitatge era de 32.798 $ i la renda mediana per família de 38.500 $. Els homes tenien una renda mediana de 27.955 $ mentre que les dones 21.477 $. La renda per capita de la població era de 14.958 $. Entorn del 3,6% de les famílies i el 6% de la població estaven per davall del llindar de pobresa.

## Poblacions més properes
El següent diagrama mostra les poblacions més properes.